# アプリケーションサービスプロバイダ
アプリケーションサービスプロバイダ（英語: Application Service Provider、ASP）とは、アプリケーションソフト等のサービス（機能）をネットワーク経由で提供するプロバイダ（＝ provide 提供する　事業者・人・仕組み 等全般）のこと。広義にはこうした仕組みのソフトウェア提供形態やビジネスモデルまでも指す。

## 概要
ASPはアプリケーションソフトの機能をネットワーク経由で顧客にサービスとして提供することであり、それを行っている事業者である。通常、利用者はブラウザソフトなどを使用してインターネットなどのネットワークを経由し、遠隔地からASPのサーバにアクセスすることで、そのサーバ内に格納された各種アプリケーションソフトの機能をサービスの形で利用する。
この「ASP」という用語自体は1998年ころから用いられるようになった比較的新しい用語ではあるが、こうしたサービス形態はそれ以前から存在していた。コンピュータ（およびコンピュータ上で走るソフトウェア）を遠隔利用するというサービス形態自体は1960年代より存在していたのである。もともと、業務上使用するコンピュータは、ほぼメインフレーム（大型計算機）しか存在しなかったと言えるような時代、メインフレームではTSSをベースにしたユーティリティ・コンピュータ、VANなどの利用法があった。日本でも1970年代には、企業・会計事務所・税務事務所など向けに科学技術計算・販売在庫管理処理・税務・会計計算処理などを提供する「（計算機）レンタルサービス」「計算センター事業者」などと呼ばれるものが数多く存在した。高い時間単価を支払ってそうしたサービスを遠隔利用することが一般的であった時代があったのである。しかしその後、外部業者の大型コンピュータのサービスをレンタルすることは避け、自社に小さめコンピュータを導入するようになり、1990年代に入ると、メインフレームと比べてかなり小さくてかなり安価な「ワークステーション」や「PC」などと呼ばれるコンピュータが登場し、企業ではそれらを導入してクライアント／サーバ方式で社内で完結したシステムを（安価に）構築する方法が一般的となった。それが普通だと見なされる状況になったのである。
その後、1990年代半ばになると、米国で、業務の標準化やインターネット環境が整備（ADSLやFTTHなどの回線の高速化、および低価格化）されるようになった状況を利用し、再びかつてのように、ネットワーク経由でサービスを提供する事業者が現れ、特定の企業のアプリケーションを預かるようなホスティング事業者なども現れた。日本でも一歩遅れて2000年代より、同様のことが普及しはじめた。米国で1998年ごろからこうした事業者を「ASP」と呼ぶことが行われるようになり、1999年5月には米国でASP Industry Consortiumという業界団体が設立されたのである。
類似用語には以下があるが、ASPを別の観点から呼んだものとも言える。
- ユーティリティコンピューティング - サービスを使用した量（従量制）で支払う。
- Software as a Service (SaaS) - ソフトウェアをサービスの形で提供する。
- クラウドコンピューティング - 主にインターネットを経由してサービスを提供する。
- マルチテナント - システム環境を複数で利用する。

## 事業者が提供するASPについて

### 利用分野
- オープンソース開発のコミュニティ基盤
- 分散SW開発のエンジニアリング環境
- 財務会計
- 給与計算
- グループウェア
- 営業管理、顧客管理、ICT資産管理
- 販売管理、在庫管理
- コンピュータウイルスのチェック・除去ソフト
- ネット風評監視サービス（例・電通バズリサーチなど）

上記にかかわらず、メリットやデメリットを考慮するならば、すべての分野のアプリケーションで利用可能である。

### メリット
- サービス利用者は、自社でシステム（ハードウェア）やソフトウェアを保有・管理することなく、利用することができる為、管理コストの削減に繋がる。（インターネットへのアクセスが可能な環境とブラウザがあればよい。ソフトウェアのバージョンアップやバグ修正などの保守作業は事業者側が行う）。
- 小規模な場合、サービス利用者はソフトウェアを購入するのに比べて費用が安いことがある。
- サービス提供者は以下のような事がクライアント側に構築されたシステムよりも容易に可能となる。
  - ソフトウェアのバージョンアップ
  - サービス利用者の認証（利用権限の確認）
  - 利用状況の確認や分析
  - 不具合発生時の状況確認

### デメリット
- 個人情報や機密情報などの外部への流出の心配（通信は暗号化されるが、セキュリティ事故等による流出の可能性）がある。
- アプリケーションに対する操作の反応速度はネットワークの速度に依存しており、ネットワークの速度が遅い環境ではアプリケーションの使い勝手が悪い。

## システム内でのASPについて
最近のWebシステムにおいて、多くの場合Webアプリケーションサーバ上でのアプリケーションを実装するが、データウェアハウスやCRM(顧客関係管理)などのデータを中心としたシステムにおいては、システム固有の処理が非常に重い場合がある。例えば、ETLツールによるデータ系バッチ処理や、データから帳票を作成してPDFデータ化や画像フォーマット（jpgなど）に落とす場合、処理の負荷が非常に重く、CPUの計算資源やメモリー資源の浪費が激しいため、レスポンスが重視されるWebアプリケーションサーバでの処理に向かない。
このような場合、別途アプリケーション処理専用のサーバを建て、アプリケーションサービスを提供 (provide) する事が多い。これをASPサーバと呼ぶ。